# Бухарестський студентський рух (1956)
Бухарестський студентський рух — антикомуністичний рух у комуністичній Румунії в 1956 році.
У країнах з комуністичними режимами 1956 рік відзначався масовими антикомуністичними рухами, найбільші з яких відбулися у Польщі і Угорщині. У Румунії антикомуністичний рух організували студенти і в цьому плані вели перед університети міст Тімішоара, Клуж, Бухарест, Ясси і Тиргу-Муреш.

## Передісторія
Події у ПНР, які привели до ліквідації сталіністського керівництва цієї країни і приходу до влади Владислава Гомулки 19 жовтня 1956 року, викликали заворушення серед студентів вищих навчальних закладів країн Східного блоку. Ворохобні настрої з Польщі почали поширюватися на Угорщину. Вже 16 жовтня 1956 року студенти Сегеда вийшли зі створеної комуністами спілки студентів (DISZ), поновили Спілку студентів угорських університетів і академій (MEFESZ) — демократичну організацію, яку розігнав режим Матіяша Ракоші. Упродовж кількох днів те саме вчинили студенти з Печа, Мішкольца і Шопрона. 22 жовтня 1956 року студенти з Будапештського університету технології та економіки склали список із шістнадцяти пунктів, які містили ключові вимоги національної політики. Коли студенти дізналися про намір Спілки угорських письменників висловити свою солідарність із Польщею, поклавши вінок біля статуї польського генерала, героя Угорської революції 1848-49 років Юзефа Бема, вони вирішили організувати паралельну демонстрацію на підтримку поляків. На мітингу протесту в другій половині дня 23 жовтня 1956 студенти зачитали свою прокламацію — акт, який ознаменував початок Угорської революції 1956.
Хоча на підтримку Гомулки студентських протестів у Румунії не відбувалося, більшості румунських студентів було відомо про обстановку в Угорщині, почасти завдяки радіо «Вільна Європа» та іншим західним радіостанціям. Їхнє бачення подій в Угорщині полягало в тому, що за комуністичної влади студентам випало стати тією групою, яка повинна ініціювати такі протести, і що після початку бунту до нього приєднаються широкі маси.

## Організація студентських протестів
За розгортанням подій в Угорщині уважно стежили румунські студенти не тільки Бухареста, а й Тімішоари, Клужа, Тиргу-Муреша і Ясс. Спершу різні студенти обмінювалися інформацією, яку вони чули по радіо або з інших джерел, а також обговорювали перспективи проведення подібних заходів. Студенти не створювали комітетів, які влада могла б розглядати як підпільні організації і які могли б накликати репресії з боку апарату державної безпеки. Замість того, на різних факультетах міста з'явилися ініціативні групи.
Студенти на кожному факультеті реагували по-різному. Найактивніші групи сформувалися на правничому, літературному, театральному, медичному, архітектурному, журналістському та філософському факультетах, а також у медико-військовому і політехнічному інститутах. Набагато обережнішою була реакція студентів інших вищих технічних навчальних закладів (нафти і газу, агрономії), математичного, географічного та історичного факультетів Бухарестського університету, а також Інституту економічних наук.
Важко відтворити точний список студентів, причетних до організації протестів. Єдиними джерелами є протоколи судових процесів, влаштованих після придушення руху, дані, заявлені в роботі засідань з метою викриття бунтівних студентів, та списки відрахованих після тих подій. Ось які імена студентських організаторів випливають із цих джерел:
- Юридичний факультет: Евгенія Флореску, Дан Мугур Русецький, Раду Сурдулеску, Флорін Каба, Мірча Татос, Аурел Молдован, Ліджія Філотті, Родіка Ожог, Магда Думітреску, Родіка Барой, Келін Кісер, Ліджія Теодореску, Міхай Чезар Бусуйок, Александру Дінке, Родіка Бужоряну, Владімір Тріфу, Марін Стенеску;
- Медичний факультет: Александру Івасюк, Міхаїл Віктор Сердару, Константін Ілієску, Дан Константін Ставараке, Мірел Тріфу, Шербан-Хорія Попеску, Раду Чернеяну, Ремус Петку, Александру Тетару, Василе Бринзан, Паул Ілієску, Октавіан Лупештяну, Мірча Селтен;
- Філологічний факультет: Теодор Лупаш, Штефан Негря, Міхай Редулеску, Кріста Депнер, Стела Ковач, Аурел Ковач, Паул Гома, Хорія Флоріан Попеску, Глорія Барна, Григоре Вереш;
- Театральний інститут: Александру Мелінеску, Петре Георге, Адріан Януль, Габріела Кокора;
- Факультет архітектури: Александру Тетару, Дан Стойка;
- Факультет журналістики: Думітру Панайтеску-Перпесічюс;
- Факультет філософії: Міхай Стере Дердена, Дан Онака, Костел Думітреску, Думітру Арват, Александру Булай, Йоан Зана, Аурел Лупу, Ромулус Ресіга, Константін Думітру;
- Політехнічний інститут: Марін Петрішор, Хорія-Шербан Попеску, Маріан Розенцвейг, Тіберіу Іонеску, Адріан Крістя, Ніколає Чернеяну;
- Будівельний інститут: Раду Габря;
- Медико-військовий інститут: Бебе Бринзан, Паул Ілієску, Ремус Петку.

У ті дні було й багато інших активістів серед студентства.

## Перші акції
Хоча студенти захоплювалися угорськими революціонерами, їхнього вождя Імре Надя вони сприймали дещо стримано. Надь із 1929 по 1944 рік жив в СРСР, а румуни з власного досвіду знали, що комуністичні керівники, привезені і поставлені Червоною Армією, набагато гірші, ніж доморослі комуністи.
Студенти, які слідкували за ситуацією в Угорщині, зважали і на міжнародне становище. Хоча західні радіостанції запевняли революціонерів у підтримці Заходу, румунські студенти були вельми скептично налаштовані, оскільки вони бачили, що США і західноєвропейські держави займають пасивну позицію і утримуються від збройного втручання.
Та попри ці сумніви перші акції протесту почалися вже за кілька днів після того, як розпочалася угорська революція. Подібне бродіння існувало не тільки у Бухаресті, а і в інших університетських містах, зокрема в Тімішоарі, Клужі та Яссах. Хоча між цими містами курсувала інформація про те, що діялося, координація дій у вкрай репресивній державі, якою Румунія була в той час, була неможлива, і студенти в кожному місті діяли незалежно одні від одних.

### Запрошення до діалогу керівництва держави
Перший протест почався, коли студенти факультету літератури закликали тодішнього віце-прем'єра Ради Міністрів Йосипа Кишинівського відповісти на список складених студентами запитань. Вони вибрали Кишинівського за посередника не тільки через його посаду в уряді. На відміну від більшості комуністичних країн Східної Європи, в керівництві Румунської комуністичної партії після смерті Сталіна не сталося ніяких змін. Георге Георгіу-Деж продовжував керувати країною, використовуючи ті самі авторитарні методи, і на нього не вплинула ні таємна промова Хрущова, виголошена 23 лютого на ХХ з'їзді КПРС, в якій засуджувалися зловживання Сталіна і було викрито негативні наслідки культу особи, ані реакція на неї інших комуністичних країн, які хоч якось очистили своє керівництво від сталіністів. Між тим, було відомо, що на Пленумі ЦК Румунської робітничої партії в березні 1956 року Мирон Константинеску і Кишинівський виступили проти Георгіу-Деж, обстоюючи необхідність лібералізації у дусі Хрущова, що рішуче відкинув Георгіу-Деж. Відсутність збройного радянського втручання у перші дні угорської революції студенти розтлумачили як визнання Хрущовим вимог угорського руху за реформи. Отже, деякі студенти вважали Йосипа Кишинівського, який підтримав ідею лібералізації, хай навіть легку, бажанішим співрозмовником порівняно з іншими, не схильними до компромісу керівниками.
Запитання, які вони поставили, були провокаційними, але не торкалися ідеологічних питань. Ось деякі з цих запитань:
Метою цієї акції було прозондувати, чи готові хоча б деякі члени комуністичного керівництва розпочати діалог. З цієї причини викладені запитання мали загалом економічний характер і не порушували політичних питань. Проте, ні штучні болгарські вина, ні електролічильники для В'єтнаму не викликали серйозне занепокоєння румунських студентів. Ці запитання служили сигналом керівництву партії, що студенти бажають діалогу, а не ідеологічної конфронтації.
Ні Кишинівський, ні будь-який інший партійний керівник не відповів на запрошення. Але запрошення продемонструвало тим, хто вагався приєднуватися до руху, що внаслідок негативної позиції влади необхідні енергійніші дії.

## Попередні акції протесту
У багатьох вищих навчальних закладах та у деяких середніх школах почалися акції протесту на заняттях із політичних наук і російської мови. Зіткнувшись із ворожістю студентів, чимало професорів були змушені покинути аудиторії. Професорсько-викладацький склад отримав розпорядження спробувати заспокоїти студентів. Для керівництва партії заворушення, які трапилися на заняттях із російської мови, були особливо серйозною проблемою, позаяк все це сталося в жовтні — місяці, який було присвячено румунсько-радянській дружбі на честь «Жовтневої революції».
Студенти низки факультетів попросили прислати делегацію ЦК, щоб із її членами обговорити ситуацію в Угорщині. Тематика змінилася з економічної на політичну. Засідання Спілки трудової молоді бойкотували, але студенти використали кілька засідань, скликаних з метою розв'язання адміністративних питань, щоб відкрито обговорити угорську революцію та їхню необхідність реагувати на неї. Ватажків СТМ і студентів, які були членами партії і заперечували проти цих дискусій, виштовхали з залів засідань. Ватажки СТМ намагалися солідаризуватися з панівною студентською думкою, виказуючи підтримку студентському рухові і ворожість до безкомпромісної позиції, яку зайняли парткоми факультетів.

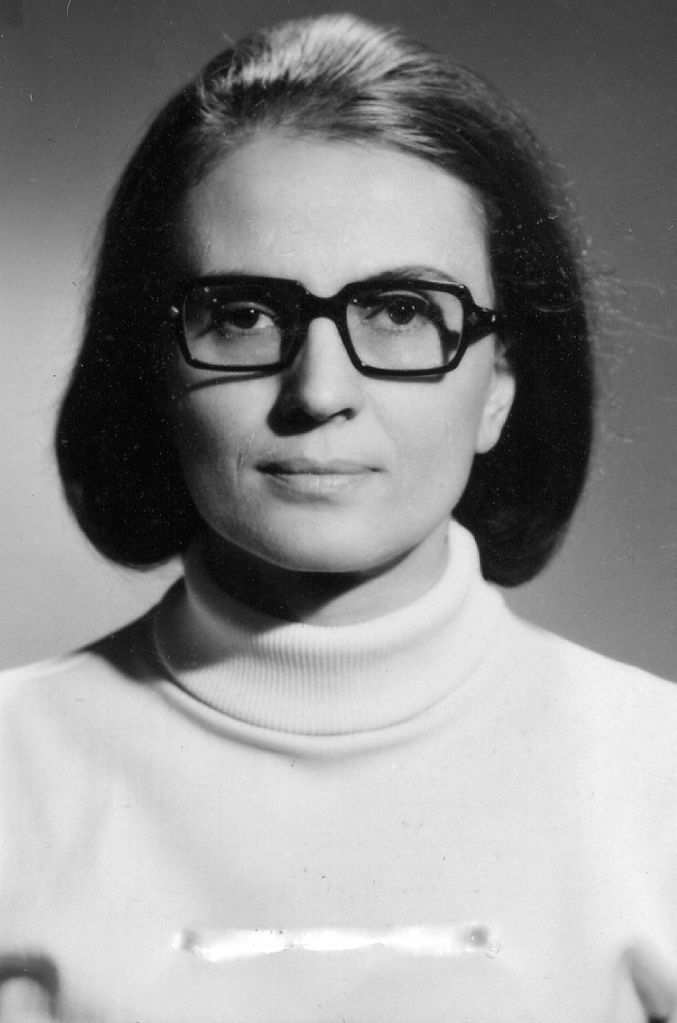
Відрахована студентка юридичного факультету Ліджія Філотті

## Протест 5 листопада 1956
Першу організаційну акцію підготувала підпільна група, яка налагодила зв'язки між усіма факультетами з метою влаштувати акцію протесту.
28 жовтня 1956 року радіостанція, яка називала себе «Румунія майбутнього. Голос опору» розпочала мовлення на різних діапазонах хвиль. Не відомо, звідки ця таємна станція мовила; за одним із припущень — з тодішньої Югославії. Станція, визнана націоналістичною, представила вимоги студентів, в тому числі:
- «Повернення вкрадених провінцій: Бессарабії і Буковини».
- «Вигнання з Румунії сталіністів, які скомпрометували комунізм і принесли в країну страх і голод».

29 жовтня 1956 Суецька криза досягла драматичних масштабів: трапилося вторгнення Ізраїлю в Єгипет; це дезорієнтувало тих студентів, які хотіли дій. Для деяких більш сприйнятливих студентів це був чіткий сигнал про те, що Захід не має наміру втручатися і що угорським революціонерам, а також тим, які в Румунії, не слід розраховувати на зовнішню допомогу. Більш розсудливі серед них вважали, що без такої допомоги їхні шанси на успіх мінімальні. Інші висловлювали протилежні погляди, вказуючи на те, що радянські війська не втрутилися і що угорська революція була успішною, оскільки практично змела комуністичний режим.
30-31 жовтня було заарештовано понад 3000 студентів у результаті спроби організувати студентський бунт у Тімішоарі. Студентські ватажки Бухареста не володіли точною інформацією про те, що сталося в Тімішоарі, але через різні непрямі канали вони зрозуміли, що становище дуже серйозне.
Підтримка студентських протестів почала спадати. Усвідомлюючи, що зволікання з початком протесту ставило під сумнів його ймовірність взагалі, 2 листопада 1956 року Комітет дій на чолі з Александру Івасюком і Міхаєм Віктором Сердару вирішив організувати громадські збори студентів. Позаяк було надто мало часу, щоб забезпечити достатню мобілізацію вже на 3 листопада, збір запланували на 5 листопада на Університетській площі Бухареста. Оргкомітет вирішив, що під час акції протесту слід уникати насильства і не реагувати на провокації. Студенти з літературного і юридичного факультетів написали низку маніфестів, в яких вони представили свої вимоги і закликали решту населення на свій бік. Вони прагнули до рішучої протидії зловживанням Комуністичної партії, до створення прецеденту здійснення демократичних прав, включаючи право на збори, і до того, щоб влада розпочала переговори. Маніфести також містили гасла на зразок «Більше жодних занять із російської мови і марксизму», «В університетах вимагаємо науки, а не політики» або «Беріть за приклад угорських, чеських і польських студентів». Розповсюдження цих маніфестів припинилося, коли сталися перші арешти.
4 листопада Радянська армія несподівано зайняла Будапешт та інші життєво важливі центри Угорщини. Хоча брутальна інтервенція в Угорщину була доказом того, що студентські протести в Румунії мали небагато шансів на успіх, організатори вважали, що рух потрібно продовжувати і що протести повинні відбуватися. Тим часом, у Бухаресті заарештували деяких студентів, у тому числі кілька ініціаторів протесту.
У ніч проти 5 листопада війська румунського міністерства внутрішніх справ зайняли Університетську площу. Було повністю зупинено вуличний рух, а весь простір перед університетом, який зазвичай використовували різні транспортні засоби, було заставлено вантажівками, в яких озброєні автоматами солдати сиділи на лавках у бойовій готовності. Проведення акції протесту ставало абсолютно неможливим. Додаткові озброєні сили зосереджувалися всередині будівлі університету та в інших сусідніх будинках. Всі, хто мав намір протестувати, побачили, що діється, як тільки увійшли на площу і рушили далі. Проте їм було невідомо, що при входах на цю площу чатували члени партії з різних факультетів, які записували імена всіх, хто на неї заходив.

## Репресії
З огляду на придушення Червоною Армією Угорської революції організувати чергову акцію протесту в Бухаресті не випадало можливим. В університетах припинилися вияви інакодумства. Студенти факультету філософії справді намагалися організувати новий протест 15 листопада, але організаторів було заарештовано, перш ніж ті змогли вчинити за планом.
27 жовтня 1956 Політбюро ЦК Румунської робітничої партії на засіданні у справі кризи утворило команду з подолання кризи під керівництвом Еміля Боднераша, чиїми підлеглими були Ніколає Чаушеску, Александру Дрегіч і Леонтін Сележан. Команда мала широкі повноваження, включно з правом віддавати військам наказ відкривати вогонь і оголошувати надзвичайний стан у будь-якій частині країни. Команда мала чітко зазначене право призупиняти навчальний процес у вишах.
Органи партії відразу ж почали репресивні дії. Відбулася ціла низка арештів за ордерами, виданими іншим спеціальним комітетом партії на чолі з Георге Апостолом. Проводилися енергійні слідчі дії; головним судовим слідчим був капітан Георге Еною з Управління кримінальних розслідувань Міністерства внутрішніх справ. Йому допомагали, серед інших, старший лейтенант Васіле Думітреску, лейтенант Георге Блідару, лейтенант Хорія Брестою, лейтенант Ніколає Домніца, старший лейтенант Флоря Георгіу, старший лейтенантр Георге Міхайлеску, старший лейтенант Йосиф Молдован і старший лейтенант Думітру Преда.
Більшість арештів було проведено в листопаді-грудні 1956 року, але арешти тривали і протягом 1957. Деякі студенти були засуджені на 1-4 роки позбавлення волі; деякі померли у в'язниці. Наприклад, студент факультету літератури Штефан Негря помер у тюрмі Герла 3 листопада 1958 року.
Водночас, університети та пов'язані зі студентами інші місця, було взято під суворий нагляд. За наказом Міністерства освіти, керівництво вищих навчальних закладів вжило проти студентів заходів: відраховано студентів, запідозрених у симпатіях до руху, і введено сувору систему стеження за поведінкою студентів на місцях
. Крім того, студентські організації (Спілка трудової молоді, а також Союз студентських об'єднань (рум. Uniunea Asociaţiilor Studenţeşti)) провели засідання з метою викриття «ворожих елементів». На цих засіданнях студентів не тільки виключали з цих організацій, але й ставилися питання про відрахування на прохання безпосередньо адміністрації університету. Відраховані не мали права повторно вступити у будь-який виш. Влаштовувалися засідання, на яких студенти були зобов'язані висловлювати своє обурення тими, хто «забризкав брудом» жадібну до знань молодь Румунії.  До того ж на відкритих засіданнях викривалися головні організатори протесту, під час чого виносилися питання про їхнє відрахування з вишів як ворогів народу. Ці дії координували партійні організації вищих навчальних закладів, а також кафедри марксизму-ленінізму (одним особливо ревним гонителем у той час був Константин Булай, який викладав марксизм). Студенти переконували професорів і митців підписати петиції з проханням звільнити заарештованих; в результаті, репресивні дії посилилися і ще більше людей було піддано осуду і виключено.
Крім безпосередніх заходів, вжитих відносно тих студентів, які очолювали рух протесту, мав місце ряд інших організаційних репресивних заходів у політичній сфері. 13 листопада на засіданні Політбюро було ухвалено рішення про те, що Міністерство освіти має скласти «конкретну програму заходів, покликаних поліпшити соціальний склад студентів». Першими, кого це торкнулося, були колишні політичні в'язні, яким дозволили повернутися в університети в 1955-56 рр. Хоча більшість із них не долучалися до руху протесту, Ніколає Чаушеску у промові, виголошеній у Бухаресті 15 листопада 1956 р., виразно наполягав на вжитті цього заходу.
Одночасно з цим було реорганізовано студентські організації. Йона Ілієску, який незадовго до того став членом ЦК СТМ, призначили ще й головою Союзу студентських об'єднань Румунської Народної Республіки з тим, щоб забезпечити суворіший контроль партії над студентами.
У своєму зверненні до комсомолу Москви 8 листопада 1956 Микита Хрущов натякнув на ці студентські протести, заявивши, що серед студентів «в одному з навчальних закладів Румунії» були «якісь нездорові настрої». Він також привітав Румунську компартію з тим, що вона розібралася з цими протестами швидко і дієво.

## Висновок
Про Бухарестський студентський рух 1956 року написано мало. Дії студентів  і наступні репресії серйозно проаналізованими не були. Депутат Демократичного союзу угорців у Румунії Кальман Бечек-Гарда зробив заяву з цієї теми у Палаті депутатів 19 жовтня 1999 року, за якою вийшло кілька газетних повідомлень і коротка телепрограма. Рух був загалом забутим, принаймні, до публікації в грудні 2006 року заключної доповіді Президентської комісії з вивчення комуністичної диктатури в Румунії, в якій один розділ присвячено подіям 1956 року.
Мало хто з тих, які були в самій гущі цих подій, опублікували про них спогади, хіба що Міхай Стере Дердена написав статтю у 2002 році. 2006 року Стела Ковач видала книжку, яка документує комуністичні репресії 1956-58 рр. і методи, що використовувалися для розгрому руху протесту студентів і письменників-антикомуністів.
У доповіді президентської комісії стверджується, що восени 1956 студентський рух був єдиним, здатним організувати рух протесту з чітко визначеною програмою, з вимогами, що охоплювали без перебільшення всі прошарки румунського суспільства. У доповіді робиться висновок, що протест зазнав поразки через відсутність єдиного координаційного центру, відсутність підтримки з боку інших суспільних верств і дії влади на припинення будь-якого руху протесту.
Ці висліди наразилися на критику. Насправді координаційний центр був у Бухаресті, хоча його структура і не дозволяла зменшити уразливість від махінацій репресивних державних органів.
Від самого початку студенти демонстрували, що чудово розбираються в ситуації. Вони не просто розгорнули протестний рух, але надіялися запустити реформи, вважаючи, що виникли певні умови, необхідні для цього. Вони збагнули, що західні держави в жодному разі не збираються втручатися, чим показують Радянському Союзу, що в нього в Угорщині розв'язані руки. За цих обставин, повалення комуністичного режиму було неможливим, і єдиною реалістичною надією студентства було знайти партійного лідера, готового започаткувати серйозну десталінізацію. Хоча, як було зазначено, на початку свого руху вони запрошували керівників румунської комуністичної партії до діалогу і пробували знайти серед них співрозмовника для порозуміння, їм не вдалося знайти жодного партійного лідера, який би, принаймні, згодився ступити на шлях, що його пройшов Хрущов або Гомулка.